# H. H. Kung
H. H. Kung o K'ung Hsiang-hsi (idioma chino: 孔祥熙; pinyin: Kǒng Xiángxī; Wade-Giles: K'ung Hsiang-hsi; 11 de septiembre de 1881-16 de agosto de 1967) fue un banquero y político chino y primer ministro de la República de China.
Nació en Shanxi y estudió en el Oberlin College y en la Universidad de Yale.
Apoyó inicialmente a Sun Yat-sen y luego a Chiang Kai-shek. Desempeñó varios cargos gubernamentales en la República de China: ministro de Comercio e Industrias (1928-1931), ministro de Finanzas (1933-1944) y gobernador del Banco Central de China (1933-1945). Ingresó en el comité ejecutivo central del Kuomintang en 1931. Fungió como primer ministro de la República de China entre el 1 de enero de 1938 y el 20 de noviembre de 1939.
Se casó con Soong Ai-ling, una de las hermanas Soong, y fue durante esa época el hombre más rico de China.
Se mudó a Nueva York tras la derrota del Kuomintang en la guerra civil china en 1949 y en ella falleció en 1967.
Kung tenía el mismo apellido que Confucio y afirmaba ser su descendiente en 75.ª generación.
| Predecesor: Chiang Kai-shek | Primer ministro de la República de China 1938-1939 | Sucesor: Chiang Kai-shek |